# Тарасівка (Компаніївський район)
Тарасівка — колишній населений пункт в Кіровоградській області у складі Компаніївського району.

## Стислі відомості
В 1930-х роках — у складі Компаніївського району Одеської області; підпорядковувалось Петрівській сільській раді.
В часі Голодомору 1932—1933 років від нелюдської смерті померло не менше 10 людей.
Дата зникнення станом на березень 2023 року невідома.